# Estrée-Wamin
Estrée-Wamin település Franciaországban, Pas-de-Calais megyében. Lakosainak száma 218 fő (2022. január 1.). Estrée-Wamin Magnicourt-sur-Canche, Ivergny, Rebreuviette, Beaudricourt, Berlencourt-le-Cauroy és Houvin-Houvigneul községekkel határos.

## Népesség
A település népességének változása:
| Lakosok száma | 172  | 170  | 172  | 184  | 196  | 208  | 212  | 218  |
|               | 2013 | 2015 | 2017 | 2018 | 2019 | 2020 | 2021 | 2022 |